# Robert William Hanbury
Pour les articles homonymes, voir Hanbury.
Robert William Hanbury (24 février 1845-28 avril 1903) est un homme politique conservateur britannique. Il est président du Board of Agriculture de 1900 à 1903.

## Jeunesse et éducation
Il est le fils unique de Robert Hanbury, de Bodehall House, Tamworth, Staffordshire, et de son épouse Mary, fille du major T.B. Bamford, de Wilnecote Hall, Warwickshire. La famille Hanbury est propriétaire foncière mais tire principalement sa richesse des charbonnages. Il est orphelin à un âge précoce et fait ensuite ses études à Rugby School et Corpus Christi, Oxford.

## Carrière politique
En 1872, il est élu à la Chambre des communes comme l'un des deux représentants de Tamworth, siège qu'il occupe jusqu'en 1878, puis siège pour le Staffordshire North jusqu'en 1880, date à laquelle il perd son siège. Il se présente sans succès à Preston en 1882, mais gagne le siège en 1885. Pendant que les libéraux sont au pouvoir de 1892 à 1895, il critique vigoureusement le projet de loi sur l'Irlande de William Ewart Gladstone du point de vue financier. Lorsque les conservateurs arrivent au pouvoir en 1895 sous Lord Salisbury, il est nommé secrétaire financier du Trésor et admis au Conseil privé. Après les Élections générales britanniques de 1900, il est promu président du Board of Agriculture, avec un siège au cabinet, par Salisbury. Il occupe ce poste jusqu'à sa mort trois ans plus tard, la dernière année sous la présidence d'Arthur Balfour.
En août 1901, il reçoit la citoyenneté de la ville de Glasgow pour les services rendus dans le cadre des efforts visant à obtenir une licence pour établir un central téléphonique municipal.

## Vie privée
Il épouse d'abord Ismena Tindal, fille de Thomas Morgan Gepp, en 1869. Elle est décédée en 1871. Il épouse ensuite Ellen, unique enfant de Knox Hamilton, en 1884. Il n'a aucun enfant des deux mariages. Il est décédé subitement d'une pneumonie en avril 1903, à l'âge de 58 ans. Il est enterré dans le cimetière de son siège de campagne d'Ilam, près d'Ashbourne, Derbyshire. Sa veuve se remarie avec Victor Bowring qui prend le nom de famille de Bowring-Hanbury.